# ウレキサイト
ウレキサイト（英: ulexite）は、ホウ酸塩鉱物の一種で、和名は曹灰硼石（そうかいほうせき）。通称はテレビ石。化学組成は NaCaB5O6(OH)6・5H2O、結晶系は三斜晶系。ドイツ人化学者 Georg Ludwig Ulex （ゲオルグ・ルートヴィヒ・ウレックス）の名にちなむ。

## 産出地
アメリカ合衆国カリフォルニア州などで産出し、塩湖が干上がったところで形成される。

## 性質・特徴・用途
透明な繊維状結晶が完全に平行に整列した集合体。外見は不透明で白く見える。硬度は2.5。
キャッツアイ効果を持つものもあるが、温水に溶けるので取り扱いには注意が必要。
絵が描かれてある紙の上に乗せると結晶が光ファイバーの役割をして、下の絵が結晶表面に浮き出したように見える。このことからテレビ石（TV rock または TV stone）とも呼ばれている（合成したウレキサイトの結晶や、グラスファイバーの束を合成樹脂で固めたものが「テレビ石」として市販されている）。
太陽にかざすと太陽の輪が見える。
ホウ素の主要な資源鉱物である。

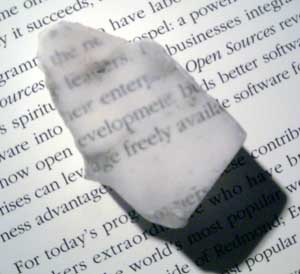
曹灰硼石
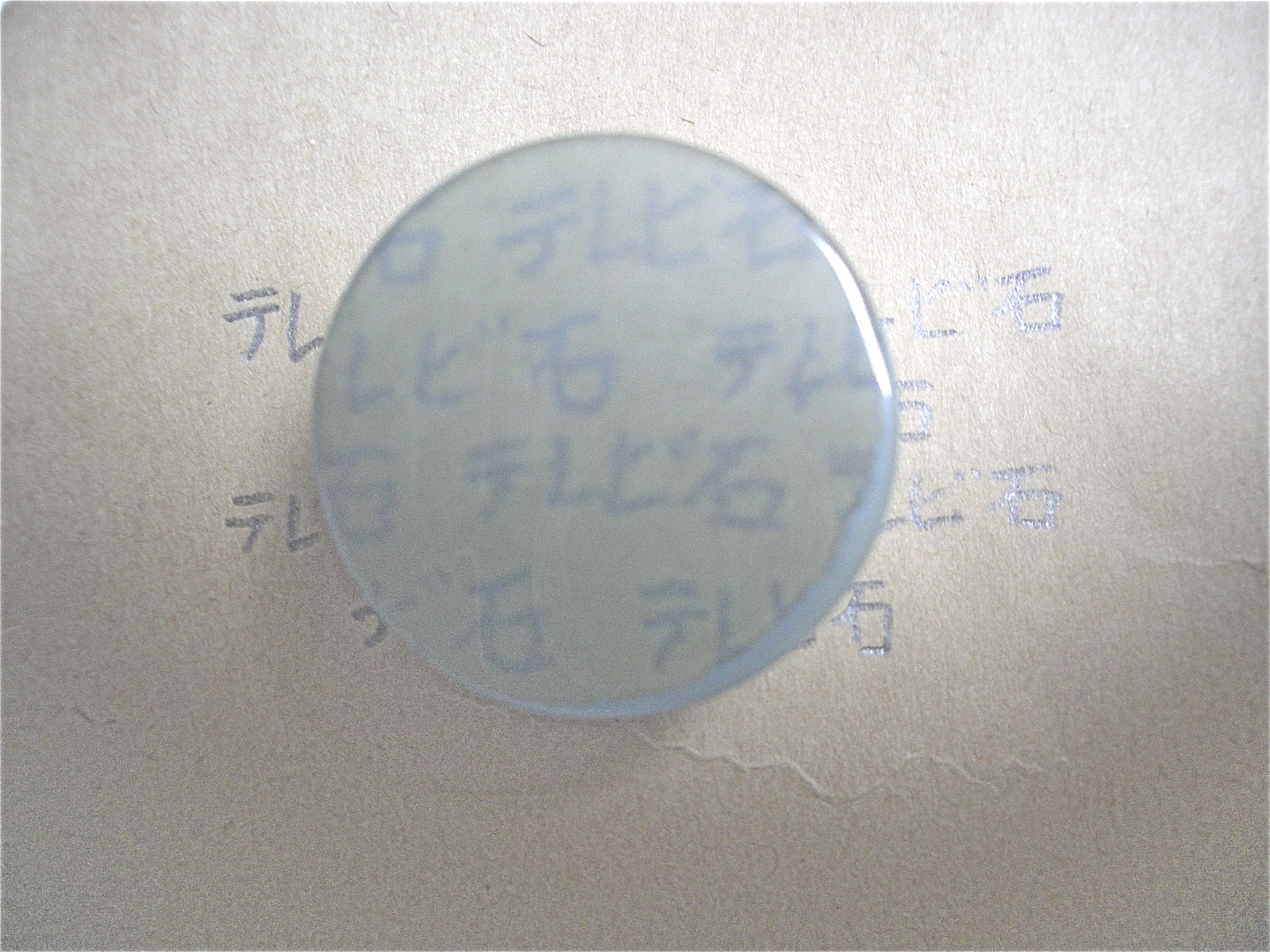
お土産用のテレビ石